# Jacinthe améthyste
Brimeura amethystina
Espèce
Classification APG III (2009)
La Jacinthe améthyste, Brimeura amethystina (Syn. Hyacinthus amethystinus L.), est une plante bulbeuse des Pyrénées.
Sa présence sur le mont Kapela (en Croatie) enregistrée par Reichenbach (1830) provient probablement d'une confusion avec une des espèces du genre similaire Hyacinthella présent dans les Balkans.

## Description
La plante, de 10-30 cm de haut, ressemble à une version miniature de la jacinthe d’Espagne. Les feuilles basilaires, larges de 1 à 3 mm atteignent 30 cm de longueur.
Les 5 à 15 fleurs campanulées de 1 à 1,5 cm, munies d’une bractée basale, sont disposées en grappe unilatérale lâche. Elles ne sont pas de couleur améthyste, mais bleu ciel, rarement blanches.
La Jacinthe améthyste pousse dans les éboulis et le prairies subalpines jusqu’à 1 500 m d’altitude, de préférence en sol calcaire.

### Confusions
La Jacinthe améthyste est parfois aussi appelée Jacinthe des Pyrénées, nom vernaculaire ambigu, qui est aussi utilisé pour la Scille lis-jacinthe, Tractema lilio-hyacinthus L.

## Culture
La Jacinthe améthyste est une espèce rustique de culture facile en situation ensoleillée à semi-ombragée. C'est une jolie plante de rocaille, trop peu souvent cultivée.
La forme blanche 'Alba', rare dans la nature, est souvent cultivée.

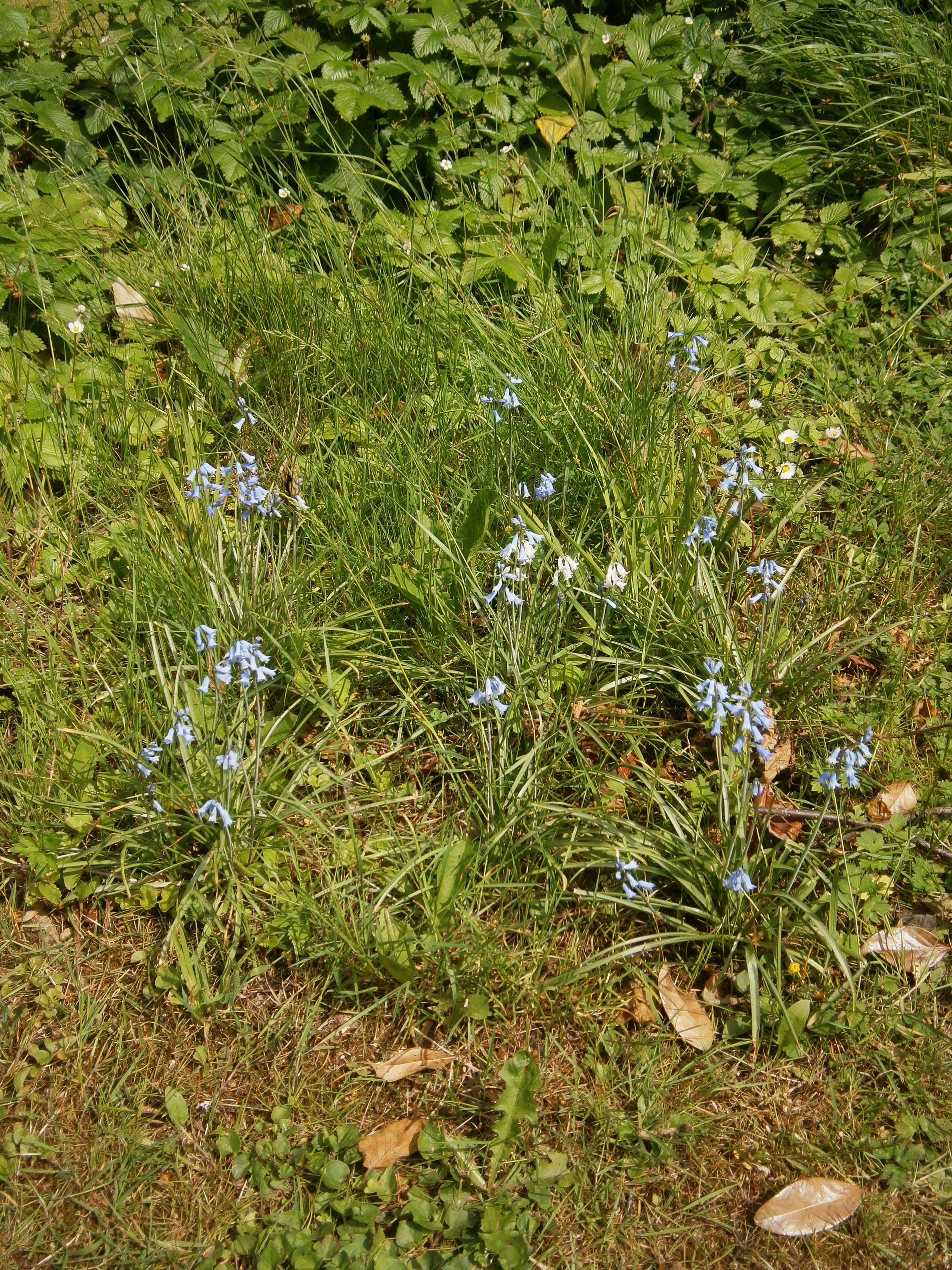
Jacinthes améthystes en culture
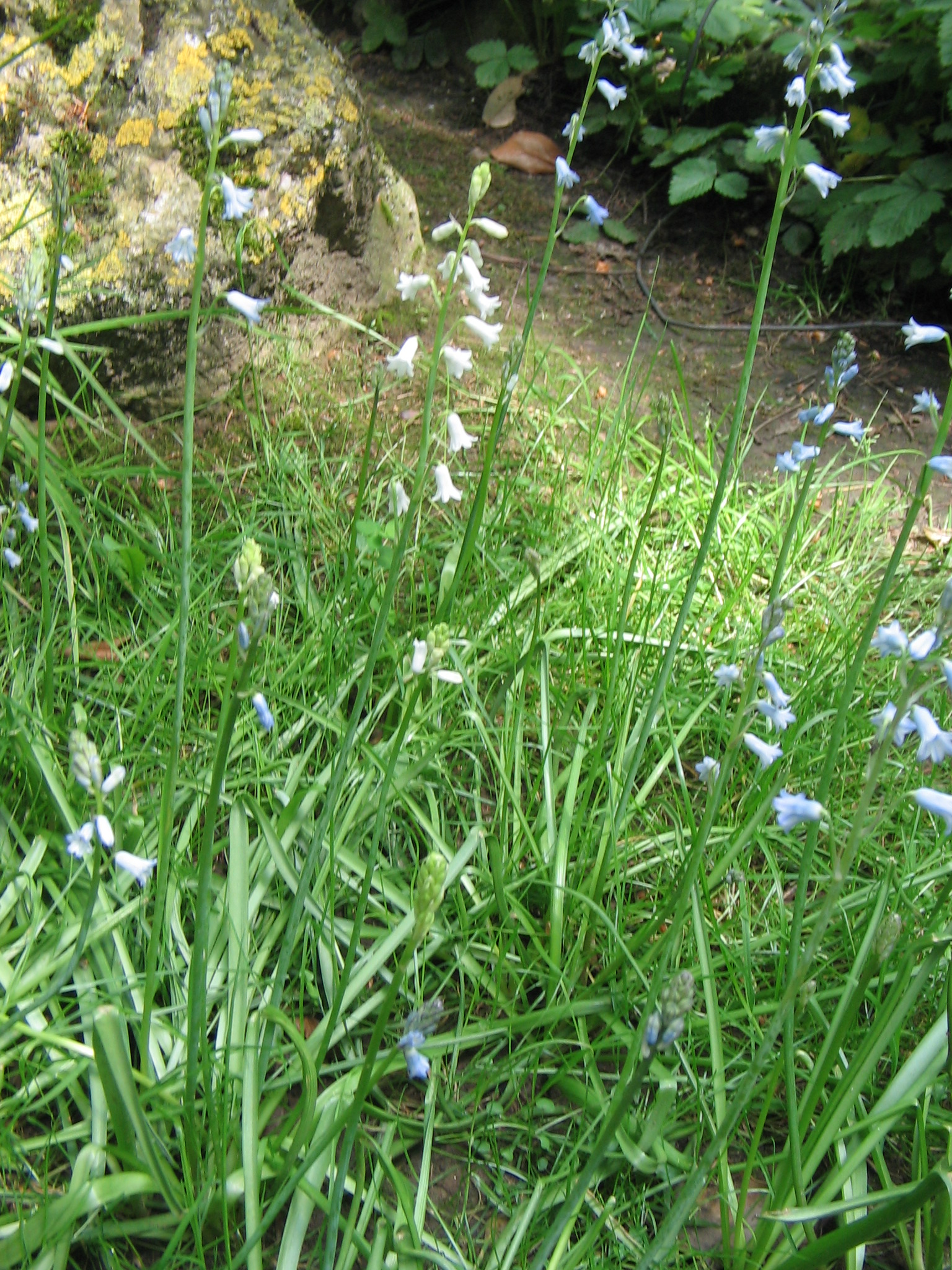
Jacinthes améthystes bleues et blanches
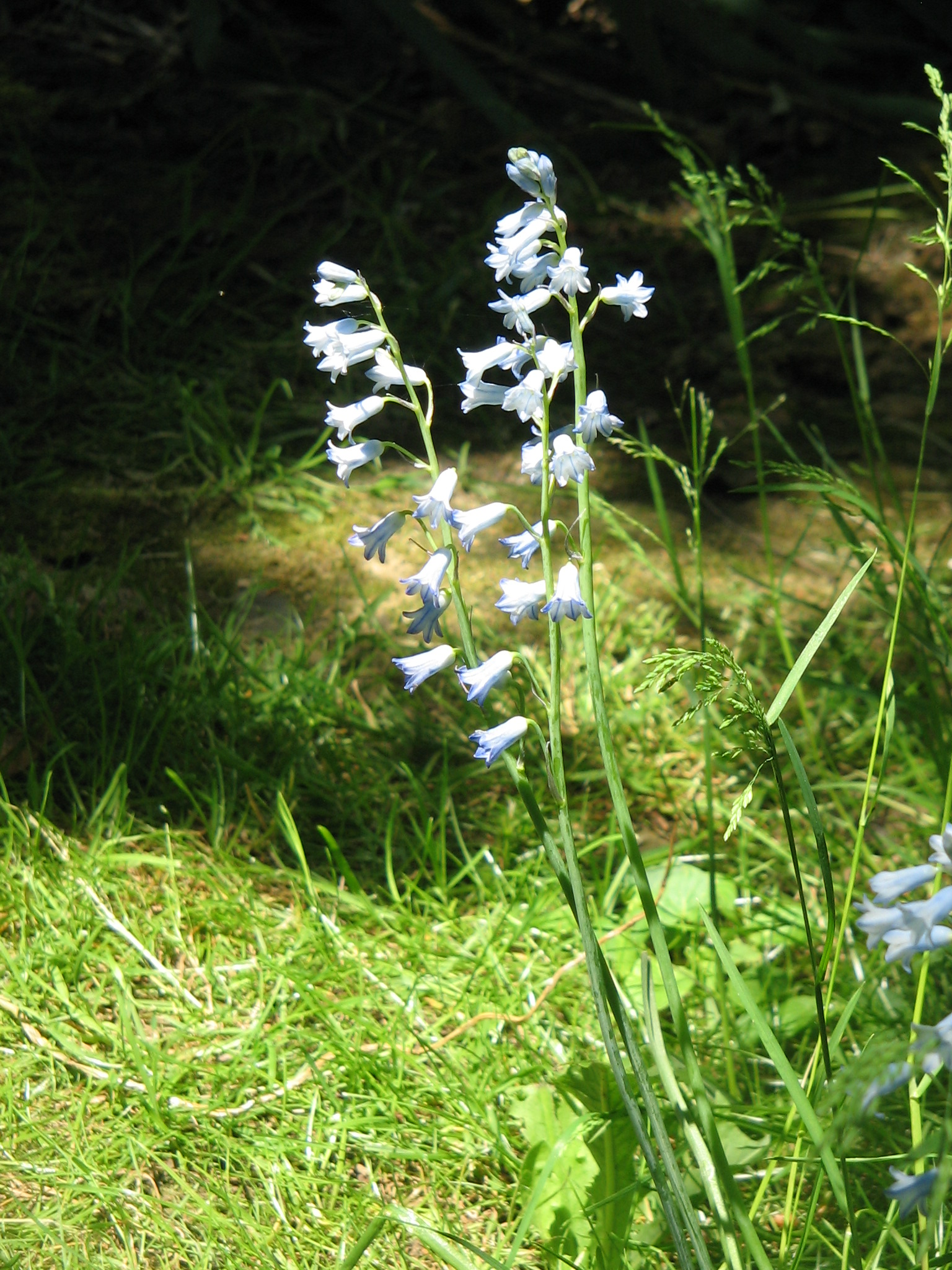
Jacinthe améthyste en début de floraison
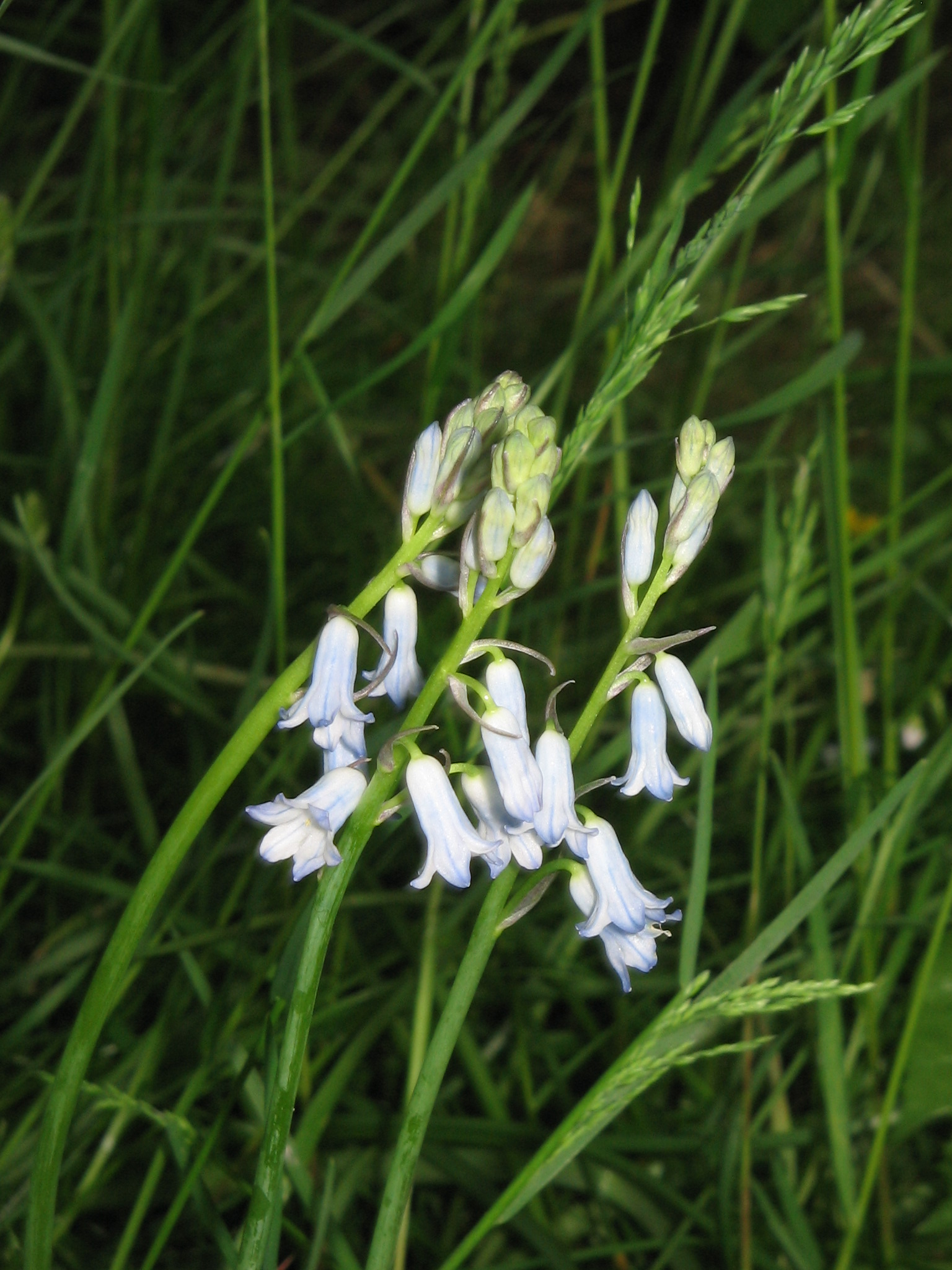
Fleurs de la jacinthe améthyste
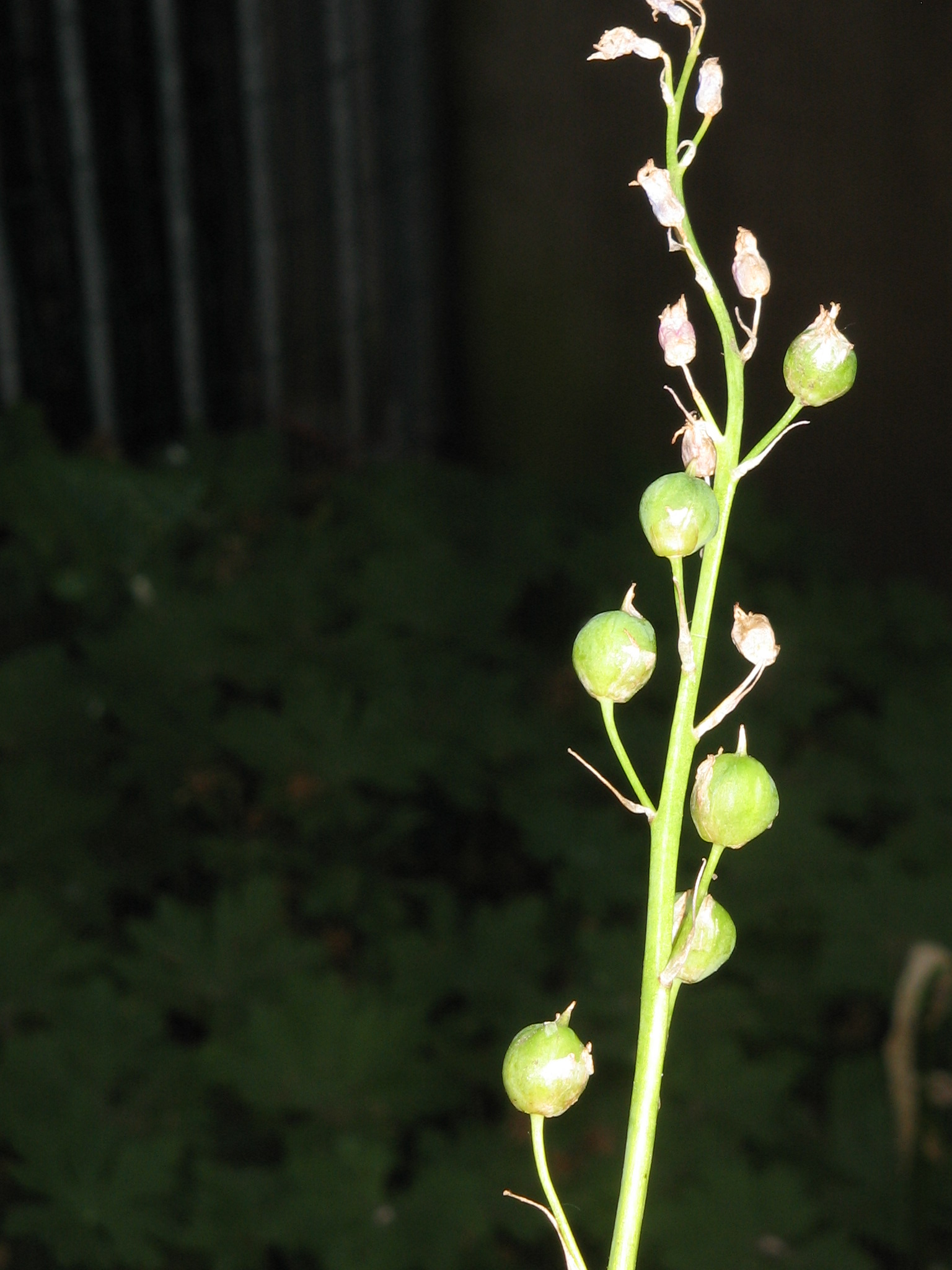
Capsules fructifères